# Coscinia cribrumella
Coscinia cribrumella är en fjärilsart som beskrevs av Jacob Hübner. Coscinia cribrumella ingår i släktet Coscinia och familjen björnspinnare. Inga underarter finns listade i Catalogue of Life.